# Rostislav Haas
Rostislav „Hugo“ Haas (* 13. Dezember 1968 in Opava) ist ein ehemaliger deutsch-tschechischer Eishockeytorwart, der seit 2012 als Eishockey-Torwarttrainer arbeitet.

## Karriere
Haas spielte seit der Saison 1996/97 beim HC Slezan Opava in der höchsten tschechischen Eishockeyliga, der Extraliga. Mit seinem Team erreichte er in dieser Saison nur den letzten Platz nach der Hauptrunde. Der Klassenerhalt konnte schließlich erst in der Relegation nach einem 4:3-Sieg in einer Best-of-Seven-Serie gegen den HC Becherovka Karlovy Vary gesichert werden. Im Sommer 1998 wurden die Verantwortlichen des EHC Freiburg auf den damals 29-jährigen aufmerksam und konnten ihn von einem Engagement in der 1. Bundesliga überzeugen. Der gebürtige Tscheche war in den folgenden Jahren der Stammtorhüter der Wölfe und konnte sich kontinuierlich verbessern. Seine beste Spielzeit war die Saison 2001/02, als er durchschnittlich 2,82 Gegentore im Schnitt pro Spiel kassierte. Zum Ende der Spielzeit 2002/03 konnte Haas mit dem EHC in die Deutsche Eishockey Liga aufsteigen. Trotz guter Leistungen des Goalies stiegen die Wölfe nach ihrer Premierensaison in der DEL direkt wieder in die 2. Bundesliga ab.
Anschließend schloss sich der 187 cm große Torwart den Schwenninger Wild Wings an, mit denen er ebenfalls in der zweithöchsten deutschen Spielklasse aktiv war. Bei den Wild Wings stand der gebürtige Tscheche mit deutscher Staatsangehörigkeit bis zum 27. November 2008 im Kader, ehe er ein Vertragsangebot der Augsburger Panther annahm, welches ihn bis zum Ende der Saison 2008/09 an den Verein bindet. Haas wurde als Ersatz für Leonhard Wild geholt, welcher sich kurz zuvor eine Verletzung am Innenband zuzog. Im März 2009 unterschrieb Haas einen neuen Einjahresvertrag bei den Panthern um zweiter Torhüter hinter Dennis Endras zu bleiben. Nach dem Ende der Saison bat er allerdings um Auflösung seines Vertrages.
Zwischen 2012 und 2014 war Haas Torwarttrainer beim HC Lev Prag, seit 2014 arbeitet er in gleicher Position bei Sewerstal Tscherepowez.

## DEL-Statistik
Stand: Ende der Saison 2007/08
(Legende zur Torhüterstatistik: GP oder Sp = Spiele insgesamt; W oder S = Siege; L oder N = Niederlagen; T oder U oder OT = Unentschieden oder Overtime- bzw. Shootout-Niederlage; Min. = Minuten; SOG oder SaT = Schüsse aufs Tor; GA oder GT = Gegentore; SO = Shutouts; GAA oder GTS = Gegentorschnitt; Sv% oder SVS% = Fangquote; EN = Empty Net Goal; 1 Play-downs/Relegation; Kursiv: Statistik nicht vollständig)